# Rudolf Gellesch
Rudolf Gellesch (1 de maio de 1914 - 20 de agosto de 1990) foi um futebolista alemão que competiu na Copa do Mundo FIFA de 1938.